# Bussy-la-Pesle (Côte-d’Or)
Bussy-la-Pesle település Franciaországban, Côte-d’Or megyében. Lakosainak száma 75 fő (2022. január 1.). Bussy-la-Pesle Saint-Hélier, Sombernon, Savigny-sous-Mâlain, Verrey-sous-Drée, Blaisy-Bas és Drée községekkel határos.

## Népesség
A település népességének változása:
| Lakosok száma | 94   | 78   | 59   | 51   | 73   | 77   | 77   | 78   | 77   | 75   |
|               | 1968 | 1982 | 1990 | 2006 | 2013 | 2015 | 2017 | 2019 | 2020 | 2022 |